# Сборная Словакии по хоккею с мячом
Сборная Словакии по хоккею с мячом представляет Словакию на международных соревнованиях по хоккею с мячом.

### Участие в чемпионатах мира
Словацкая сборная дебютировала на чемпионате мира 2018 года в Харбине, (Китай) в турнире В. Первый матч она проиграла со счётом 7:0 сборной Нидерландов. Во втором матче уступила сборной Китая 2:3. В последнем матче в подгруппе победила команду Сомали 8:0 и стала третьей среди четырёх команд, забив 10 мячей и пропустив 10 мячей. После проигрыша в четвертьфинале сборной Японии 4:1 играла матч за 7-е место, в котором опять победила Сомали со счётом 2:0. В итоге заняла 7 место в дивизионе Б, опередив сборную Сомали.
В 2019 году сборная заняла 4-е место в подгруппе и участвовала в матче за 7-е место, в котором уступила команде Чехии.

## Выступления сборной Словакии на мировых чемпионатах
| Год  | Турнир | Место | Команд | Забито | Пропущено |
| ---- | ------ | ----- | ------ | ------ | --------- |
| 2018 | B      | 7     | 8      | 13     | 14        |
| 2019 | B      | 8     | 12     | 19     | 15        |
| 2020 | B      | 3     | 10     | 20     | 13        |
| 2023 | B      | 4     | 6      | 22     | 30        |
| 2025 | B      | 5     | 5      | 6      | 27        |